# Coupe du monde d'escalade de 2010
Navigation
21e édition 23e édition
La coupe du monde d'escalade 2010 est la 22e édition de la coupe du monde d'escalade. Elle s'est déroulée du 30 avril au 14 novembre 2010. Elle comporte six épreuves de difficulté, sept de bloc et sept de vitesse. La coupe est remportée par Ramón Julián Puigblanque et Jain Kim pour la difficulté, par Adam Ondra et Akiyo Noguchi pour le bloc et par Stanislav Kokorin et Yuliya Levochkina pour la vitesse.

## Classement général
| Catégories | Or                       | Or         | Argent                 | Argent     | Bronze          | Bronze     |
| ---------- | ------------------------ | ---------- | ---------------------- | ---------- | --------------- | ---------- |
| Difficulté | Ramón Julián Puigblanque | 435 points | Jakob Schubert         | 372 points | Adam Ondra      | 340 points |
| Difficulté | Jain Kim                 | 500 points | Mina Markovic          | 301 points | Angela Eiter    | 291 points |
| Bloc       | Adam Ondra               | 515 points | Kilian Fischhuber      | 450 points | Tsukuru Hori    | 346 points |
| Bloc       | Akiyo Noguchi (2)        | 435 points | Anna Stöhr             | 309 points | Chloé Graftiaux | 238 points |
| Vitesse    | Stanislav Kokorin        | 455 points | Evgenii Vaitsekhovskii | 437 points | Libor Hroza     | 416 points |
| Vitesse    | Yuliya Levochkina        | 461 points | Ksenia Alekseeva       | 460 points | Edyta Ropek     | 451 points |
| Combiné    | Adam Ondra (2)           | 800 points | Jakob Schubert         | 379 points | Sachi Amma      | 264 points |
| Combiné    | Jain Kim                 | 670 points | Akiyo Noguchi          | 602 points | Natalija Gros   | 488 points |

## Étapes
| Dates                               | Lieu       | Difficulté | Bloc     | Vitesse  |
| ----------------------------------- | ---------- | ---------- | -------- | -------- |
| 30 avril 2010-1er mai 2010          | Trente     | -          | -        | X        |
| 14 mai 2010-15 mai 2010             | Greifensee | -          | X        | -        |
| 28 mai 2010-30 mai 2010             | Vienne     | -          | X        | -        |
| 4 juin 2010-5 juin 2010             | Vail       | -          | X        | -        |
| 17 juin 2010-21 juin 2010           | Moscou     | -          | X        | X        |
| 25 juin 2010-26 juin 2010           | Eindhoven  | -          | X        | -        |
| 3 juillet 2010-4 juillet 2010       | Sheffield  | -          | X        | -        |
| 12 juillet 2010-13 juillet 2010     | Chamonix   | X          | -        | X        |
| 24 juillet 2010-25 juillet 2010     | Daone      | -          | -        | X        |
| 30 juillet 2010-31 juillet 2010     | Munich     | -          | X        | -        |
| 20 août 2010-21 août 2010           | Xining     | X          | -        | X        |
| 28 août 2010-30 août 2010           | Chuncheon  | X          | -        | X        |
| 24 septembre 2010-25 septembre 2010 | Puurs      | X          | -        | -        |
| 29 octobre 2010-30 octobre 2010     | Huaji      | X          | -        | X        |
| 13 novembre 2010-14 novembre 2010   | Kranj      | X          | -        | -        |
| Total : 15 étapes                   |            | 6 étapes   | 7 étapes | 7 étapes |

## Podiums des étapes

### Difficulté

#### Hommes
| Étapes       | Lieu                     | Or                            | Argent                   | Bronze         |
| ------------ | ------------------------ | ----------------------------- | ------------------------ | -------------- |
| 12 juillet   | Chamonix (France)        | Ramón Julián Puigblanque (11) | Paxti Usobiaga Lakunza   | Jorg Verhoeven |
| 20 août      | Xining (Chine)           | Adam Ondra (5)                | Jakob Schubert           | Gautier Supper |
| 28 août      | Chuncheon (Corée du Sud) | Paxti Usobiaga Lakunza (6)    | Ramón Julián Puigblanque | Sachi Amma     |
| 24 septembre | Puurs (Belgique)         | Ramón Julián Puigblanque (12) | Jakob Schubert           | Adam Ondra     |
| 29 octobre   | Huaiji (Chine)           | Jakob Schubert (2)            | Manuel Romain            | Thomas Tauporn |
| 13 novembre  | Kranj (Slovénie)         | Ramón Julián Puigblanque (13) | Adam Ondra               | Jakob Schubert |

#### Femmes
| Étapes       | Lieu                     | Or              | Argent              | Bronze        |
| ------------ | ------------------------ | --------------- | ------------------- | ------------- |
| 12 juillet   | Chamonix (France)        | Charlotte Durif | Hélène Janicot      | Maja Vidmar   |
| 20 août      | Xining (Chine)           | Jain Kim (2)    | Yuka Kobayashi (ja) | Akiyo Noguchi |
| 28 août      | Chuncheon (Corée du Sud) | Jain Kim (3)    | Caroline Ciavaldini | Angela Eiter  |
| 24 septembre | Puurs (Belgique)         | Jain Kim (4)    | Mathilde Brumagne   | Angela Eiter  |
| 29 octobre   | Huaiji (Chine)           | Jain Kim (5)    | Mina Markovic       | Natalija Gros |
| 13 novembre  | Kranj (Slovénie)         | Jain Kim (6)    | Mina Markovic       | Akiyo Noguchi |

### Bloc

#### Hommes
| Étapes     | Lieu                        | Or                        | Argent                | Bronze            |
| ---------- | --------------------------- | ------------------------- | --------------------- | ----------------- |
| 14 mai     | Greifensee (Suisse)         | Kilian Fischhuber (11)    | Adam Ondra            | Christian Core    |
| 28 mai     | Vienne (Autriche)           | Kilian Fischhuber (12)    | Adam Ondra            | Aleksei Rubtsov   |
| 4 juin     | Vail (États-Unis)           | Daniel Woods              | Tsukuru Hori          | Kilian Fischhuber |
| 17 juin    | Moscou (Russie)             | Adam Ondra                | Tsukuru Hori          | Kilian Fischhuber |
| 25 juin    | Eindhoven (Pays-Bas)        | Dmitrii Sharafutdinov (5) | Sean McColl           | Kilian Fischhuber |
| 3 juillet  | Sheffield (Grande-Bretagne) | Adam Ondra (2)            | Cédric Lachat         | Mykhaylo Shalagin |
| 30 juillet | Munich (Allemagne)          | Adam Ondra (3)            | Dmitrii Sharafutdinov | Victor Kozlov     |

#### Femmes
| Étapes     | Lieu                        | Or                  | Argent          | Bronze          |
| ---------- | --------------------------- | ------------------- | --------------- | --------------- |
| 14 mai     | Greifensee (Suisse)         | Alex Johnson (2)    | Akiyo Noguchi   | Chloé Graftiaux |
| 28 mai     | Vienne (Autriche)           | Akiyo Noguchi (5)   | Momoka Oda      | Jain Kim        |
| 4 juin     | Vail (États-Unis)           | Chloé Graftiaux     | Anna Stöhr      | Juliane Wurm    |
| 17 juin    | Moscou (Russie)             | Anna Stöhr (7)      | Chloé Graftiaux | Jain Kim        |
| 25 juin    | Eindhoven (Pays-Bas)        | Anna Stöhr (8)      | Juliane Wurm    | Mélissa Le Nevé |
| 3 juillet  | Sheffield (Grande-Bretagne) | Chloé Graftiaux (2) | Alex Johnson    | Akiyo Noguchi   |
| 30 juillet | Munich (Allemagne)          | Akiyo Noguchi (6)   | Anna Stöhr      | Anna Gallyamova |

### Vitesse

#### Hommes
| Étapes     | Lieu                     | Or                          | Argent                 | Bronze                 |
| ---------- | ------------------------ | --------------------------- | ---------------------- | ---------------------- |
| 18 avril   | Trente (Italie)          | Evgenii Vaitsekhovskii (13) | Stanislav Kokorin      | Libor Hroza            |
| 25 avril   | Moscou (Russie)          | Stanislav Kokorin           | Evgenii Vaitsekhovskii | Maksym Osipov          |
| 12 juillet | Chamonix (France)        | Libor Hroza (2)             | Sergei Sinitcyn        | Stanislav Kokorin      |
| 1er août   | Val Daone (Italie)       | Stanislav Kokorin (2)       | Lukasz Swirk           | Sergei Sinitcyn        |
| 12 juillet | Xining (Chine)           | Sergueï Abdrakhmanov (2)    | Yuhang Zhang           | Evgenii Vaitsekhovskii |
| 12 juillet | Chuncheon (Corée du Sud) | QiXin Zhong (3)             | Evgenii Vaitsekhovskii | Libor Hroza            |
| 12 juillet | Huaiji (Chine)           | QiXin Zhong (4)             | Libor Hroza            | Evgenii Vaitsekhovskii |

#### Femmes
| Étapes     | Lieu                     | Or                    | Argent           | Bronze           |
| ---------- | ------------------------ | --------------------- | ---------------- | ---------------- |
| 18 avril   | Trente (Italie)          | Yuliya Levochkina     | Ksenia Alekseeva | Edyta Ropek      |
| 25 avril   | Moscou (Russie)          | Yuliya Levochkina (2) | Olga Evstigneeva | Mariia Krasavina |
| 12 juillet | Chamonix (France)        | Ksenia Alekseeva      | Edyta Ropek      | CuiLian He       |
| 1er août   | Val Daone (Italie)       | Edyta Ropek (5)       | Sara Morandi     | Olena Ryepko     |
| 12 juillet | Xining (Chine)           | Yuliya Levochkina (3) | Ksenia Alekseeva | CuiLian He       |
| 12 juillet | Chuncheon (Corée du Sud) | CuiLian He            | Ksenia Alekseeva | Xuhua Pan        |
| 12 juillet | Huaiji (Chine)           | Edyta Ropek (6)       | CuiLian He       | Ksenia Alekseeva |

## Classement

### Général
| Rang      | Nom                | Points |
| --------- | ------------------ | ------ |
| Vainqueur | Adam Ondra         | 800    |
| 2e        | Jakob Schubert     | 379    |
| 3e        | Sachi Amma         | 264    |
| 4e        | Klemen Becan       | 244    |
| 5e        | Cédric Lachat      | 167    |
| 6e        | Sean McColl        | 166    |
| 7e        | Mikhail Chernikov  | 143    |
| 8e        | Tomasz Oleksy      | 107    |
| 9e        | Arman Ter-Minasyan | 91     |
| 10e       | Stefano Ghisolfi   | 81     |

| Rang      | Nom              | Points |
| --------- | ---------------- | ------ |
| Vainqueur | Jain Kim         | 670    |
| 2e        | Akiyo Noguchi    | 602    |
| 3e        | Natalija Gros    | 488    |
| 4e        | Mina Markovic    | 481    |
| 5e        | Xuhua Pan        | 264    |
| 6e        | Momoka Oda       | 237    |
| 7e        | Jenny Lavarda    | 226    |
| 8e        | Yana Chereshneva | 197    |
| 9e        | Alexandra Eyer   | 196    |
| 10e       | Alizée Dufraisse | 173    |

### Difficulté
| Rang      | Nom                      | Points | Nb étapes |
| --------- | ------------------------ | ------ | --------- |
| Vainqueur | Ramón Julián Puigblanque | 435    | 6/6       |
| 2e        | Jakob Schubert           | 372    | 6/6       |
| 3e        | Adam Ondra               | 340    | 6/6       |
| 4e        | Patxi Usobiaga Lakunza   | 311    | 6/6       |
| 5e        | Sachi Amma               | 261    | 6/6       |
| 6e        | Gautier Supper           | 256    | 6/6       |
| 7e        | Manuel Romain            | 242    | 5/6       |
| 8e        | David Lama               | 232    | 6/6       |
| 9e        | Thomas Tauporn           | 209    | 6/6       |
| 10e       | Jorg Verhoeven           | 197    | 5/6       |

| Rang      | Nom                 | Points | Nb étapes |
| --------- | ------------------- | ------ | --------- |
| Vainqueur | Jain Kim            | 500    | 6/6       |
| 2e        | Mina Markovic       | 301    | 6/6       |
| 3e        | Angela Eiter        | 291    | 6/6       |
| 4e        | Natalija Gros       | 244    | 6/6       |
| 5e        | Caroline Ciavaldini | 228    | 6/6       |
| 6e        | Charlotte Durif     | 221    | 6/6       |
| 7e        | Maja Vidmar         | 217    | 6/6       |
| 8e        | Hélène Janicot      | 202    | 6/6       |
|           | Akiyo Noguchi       | 202    | 4/6       |
| 10e       | Yuka Kobayashi (ja) | 199    | 6/6       |

### Bloc
| Rang      | Nom                      | Points | Nb étapes |
| --------- | ------------------------ | ------ | --------- |
| Vainqueur | Adam Ondra               | 515    | 6/7       |
| 2e        | Kilian Fischhuber        | 450    | 7/7       |
| 3e        | Tsukuru Hori             | 346    | 7/7       |
| 4e        | Dmitry Sharafutdinov     | 278    | 4/7       |
| 5e        | Rustam Gelmanov          | 243    | 7/7       |
| 6e        | Stewart Watson           | 227    | 6/7       |
| 7e        | Guillaume Glairon Mondet | 218    | 7/7       |
| 8e        | Alexey Rubtsov           | 203    | 6/7       |
| 9e        | Mykhaylo Shalagin        | 196    | 6/7       |
| 10e       | Klemen Becan             | 173    | 7/7       |

| Rang      | Nom             | Points | Nb étapes |
| --------- | --------------- | ------ | --------- |
| Vainqueur | Akiyo Noguchi   | 455    | 7/7       |
| 2e        | Anna Stöhr      | 448    | 7/7       |
| 3e        | Chloé Graftiaux | 426    | 7/7       |
| 4e        | Alex Johnson    | 341    | 7/7       |
| 5e        | Juliane Wurm    | 299    | 7/7       |
| 6e        | Natalija Gros   | 278    | 7/7       |
| 7e        | Melissa Le Nevé | 237    | 6/7       |
| 8e        | Yulia Abramchuk | 207    | 6/7       |
| 9e        | Cécile Avezou   | 198    | 6/7       |
| 10e       | Jenny Lavarda   | 193    | 7/7       |

### Vitesse
| Rang      | Nom                    | Points | Nb étapes |
| --------- | ---------------------- | ------ | --------- |
| Vainqueur | Stanislav Kokorin      | 455    | 7/7       |
| 2e        | Evgenii Vaitcekhovskii | 437    | 7/7       |
| 3e        | Libor Hroza            | 416    | 6/7       |
| 4e        | Sergueï Sinitsyne      | 341    | 7/7       |
| 5e        | Qixin Zhong            | 334    | 5/7       |
| 6e        | Sergey Abrakhamanov    | 279    | 7/7       |
| 7e        | Ning Zhang             | 207    | 5/7       |
| 8e        | Łukasz Świrk           | 200    | 5/7       |
| 9e        | Maksym Osipov          | 181    | 4/7       |
| 10e       | Zufar Nigmanov         | 154    | 4/7       |

| Rang      | Nom               | Points | Nb étapes |
| --------- | ----------------- | ------ | --------- |
| Vainqueur | Yuliya Levochkina | 461    | 7/7       |
| 2e        | Ksenia Alekseeva  | 460    | 7/7       |
| 3e        | Edyta Ropek       | 451    | 7/7       |
| 4e        | Cuilian He        | 338    | 5/7       |
| 5e        | Xuhua He          | 218    | 5/7       |
| 6e        | Olga Evstigneeva  | 204    | 4/7       |
| 7e        | Alina Gaydamakina | 173    | 4/7       |
| 8e        | Olena Ryepko      | 169    | 4/7       |
| 9e        | Sara Morandi      | 157    | 4/7       |
| 10e       | Lucelia Blanco    | 140    | 4/7       |